# 蔡璠

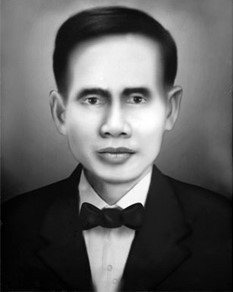
蔡璠

蔡璠（越南语：／；1882年—1916年5月17日）是越南阮朝末年的一位民族主義人士、革命家和學者。他以筆名「南昌」（Nam Xương）而為人所知。
蔡璠曾與潘佩珠一起加入越南光復會，後參與東遊運動。
1916年，蔡璠與陳高雲一起，暗中與維新帝聯絡，準備趁法國參與第一次世界大戰之機，發動反對殖民統治的起義。但事洩，蔡璠與陳高雲被殖民政府逮捕，處斬於順化。
1945年，越盟發動八月革命。為紀念蔡璠的事蹟，曾短暫地將峴港市改名為蔡璠市。